# 北越谷
北越谷（きたこしがや）は、埼玉県越谷市の町名。現行行政地名は北越谷一丁目から五丁目。住居表示実施地区。郵便番号は343-0026。

## 地理
埼玉県の東部地域で、越谷市の中部に位置する。東武伊勢崎線北越谷駅西側の元荒川に囲まれたエリアであり、区画整理事業後は住宅地として利用されている。

### 河川
- 元荒川

## 歴史
- 1965年（昭和40年）5月1日 - 大字大沢、大字大房の各一部から北越谷一丁目〜五丁目が成立。

## 世帯数と人口
2018年（平成30年）3月1日現在の世帯数と人口は以下の通りである。
| 丁目         | 世帯数    | 人口    |
| ------------ | --------- | ------- |
| 北越谷一丁目 | 988世帯   | 1,780人 |
| 北越谷二丁目 | 1,565世帯 | 2,949人 |
| 北越谷三丁目 | 887世帯   | 1,716人 |
| 北越谷四丁目 | 908世帯   | 1,642人 |
| 北越谷五丁目 | 217世帯   | 454人   |
| 計           | 4,565世帯 | 8,541人 |

## 小・中学校の学区
市立小・中学校に通う場合、学区（校区）は以下の通りとなる。
| 丁目         | 番地 | 小学校               | 中学校             |
| ------------ | ---- | -------------------- | ------------------ |
| 北越谷一丁目 | 全域 | 越谷市立北越谷小学校 | 越谷市立栄進中学校 |
| 北越谷二丁目 | 全域 | 越谷市立北越谷小学校 | 越谷市立栄進中学校 |
| 北越谷三丁目 | 全域 | 越谷市立北越谷小学校 | 越谷市立栄進中学校 |
| 北越谷四丁目 | 全域 | 越谷市立北越谷小学校 | 越谷市立栄進中学校 |
| 北越谷五丁目 | 全域 | 越谷市立北越谷小学校 | 越谷市立栄進中学校 |

## 交通

### 道路
- 埼玉県道405号北越谷停車場線
- 桜堤通り[6]

## 施設
一丁目
- 弘福院
- 北越谷一丁目自治会館
- 北越谷第三公園
- Aleph本部

二丁目
- 越谷警察署北越谷駅前交番
- 北越谷駅前郵便局
- 北越谷第二公園
  - 二丁目集会所

三丁目
- 越谷市立北越谷小学校
  - 北越谷三丁目自治会集会所
- 北越谷幼稚園

四丁目
- 真言宗豊山派浄光寺
- 北越谷稲荷神社
  - 北越谷四丁目集会所
- 北越谷第四公園

五丁目
- 北越谷第五公園
- 北越谷五丁目集会所
- 真言宗豊山派 宝性寺 越谷別院